# Olszyny (Łódź)
Pour les articles homonymes, voir Olszyny.
Olszyny (prononciation [ɔlˈʂɨnɨ]) est un village de la gmina de Łęki Szlacheckie, du powiat de Piotrków, dans la voïvodie de Łódź, situé dans le centre de la Pologne.
Il se situe à environ 6 kilomètres au nord de Łęki Szlacheckie (siège de la gmina), 20 kilomètres au sud de Piotrków Trybunalski (siège du powiat) et 65 kilomètres au sud de Łódź (capitale de la voïvodie).

## Administration
De 1975 à 1998, le village était attaché administrativement à l'ancienne voïvodie de Piotrków.

Depuis 1999, il fait partie de la nouvelle voïvodie de Łódź.